# Kasper Drużbicki

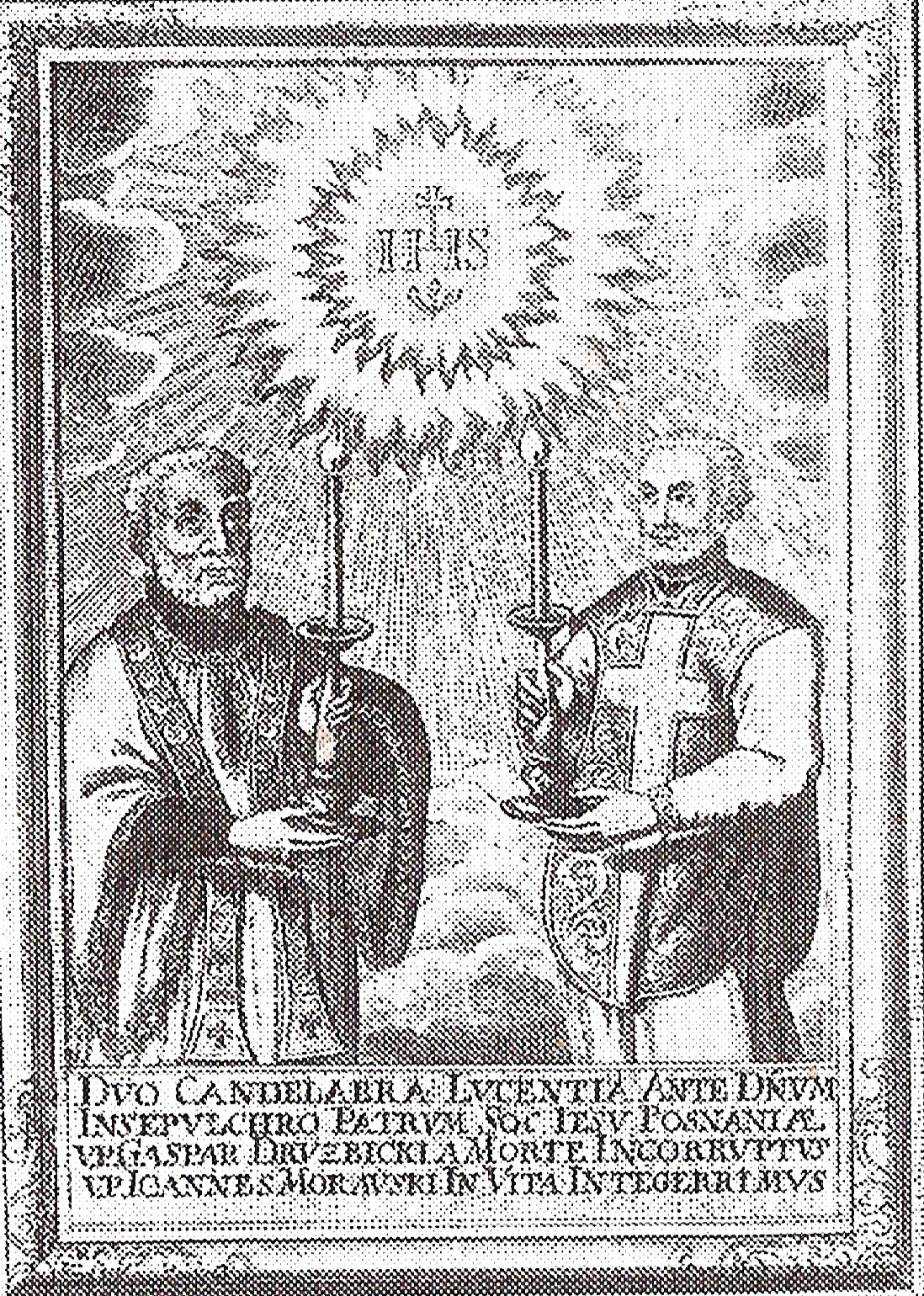
Portret z łacińską inskrypcją: Dwa świeczniki jaśniejące przed Panem – pochowanych w grobie ojców Towarzystwa Jezusowego w Poznaniu. Wielebny ojciec Kasper Drużbicki przez śmierć niezepsuty, wielebny ojciec Jan Morawski za życia zupełnie nienaruszony.

Kasper Drużbicki herbu Nałęcz (ur. 6 stycznia 1590 w Drużbicach, zm. 2 kwietnia 1662 w Poznaniu) – polski duchowny katolicki, jezuita, kaznodzieja, rektor szkół, pisarz, mistyk. Autor pism o tematyce ascetyczno-mistycznej.

## Życiorys
Pochodził z rodziny szlacheckiej (herbu Nałęcz). Do zakonu jezuitów wstąpił 14 sierpnia 1609 w Krakowie. Święcenia kapłańskie przyjął w 1621 w Poznaniu. W zakonie obejmował ważne stanowiska, m.in. był prowincjałem polskim (1629–1633, 1650–1653), rektorem i mistrzem nowicjatu w Krakowie (1626–1629, 1641–1644), rektorem kolegium jezuickiego w Kaliszu (1633–1634), instruktorem III probacji w Jarosławiu (1634–1636), rektorem w Ostrogu (1638–1641) i Poznaniu (1644–1647, 1657–1662). Był również wykładowcą retoryki i poetyki w jezuickich kolegiach we Lwowie i Lublinie. Gruntownie wykształcony, biegle znał Biblię. Znał mistykę nadreńską. Miał doświadczenia mistyczne. Zainicjował Uroczystość Najświętszego Serca Pana Jezusa, stając się w Europie prekursorem kultu Serca Chrystusa na długo przed objawieniami św. Małgorzaty Marii Alacoque w Paray-le-Monial. Prozaik epoki baroku.
Pochowany w bazylice Matki Bożej Nieustającej Pomocy, św. Marii Magdaleny i św. Stanisława Biskupa w Poznaniu.

## Twórczość
Autor licznych dzieł prozą po polsku i łacinie, m.in.:
- Droga doskonałości chrześcijańskiej[3], Kalisz 1665, drukarnia Kolegium Towarzystwa Jezusowego, wyd. następne: Lwów 1667, Kalisz 1741, Kalisz 1793
- Nauka o przygotowaniu się do świątobliwej śmierci[4], Kraków 1669, druk. B. Śmieszkowic; wyd. H. Nostitz Jackowski, Kraków 1871
- Przemysły zysku duchownego[5], Kraków 1671, druk. spadkobiercy K. Schedla, wyd. następne: Gdańsk 1672, Kalisz 1685, Lwów 1746, Poznań 1750, Poznań 1866
- Meta cordium Kalisz 1683, druk. Kolegium Towarzystwa Jezusowego, wyd. następne: Poznań 1683, Kalisz 1691, Kalisz 1693, Lwów 1730; wyd. S. Stojałowski, Lwów 1875; Angers 1885, (przekł. angielski pt. Heart of Jesu the Goal of all Hearts, St. Helens Messager Office 1890; przekł. francuski: Paryż 1908)
- Dyscypliny duszne[6], t. 1–2, Kalisz 1685, druk. Kolegium Towarzystwa Jezusowego, wyd. następne: Poznań 1691, Kraków 1700, Kalisz 1730
- Nabożeństwa na przedniejsze czasy i święta całego roku, Poznań 1694, druk. Kolegium Towarzystwa Jezusowego
- Septem Gaudia et septem dolores s. Josephi, hymnus prima vice impressus ex authentico manuscripto, Starawieś 1890
- Rozmyślania sandomierskie

### Wydania zbiorowe
- Operum asceticorum… tomus primus[7][8], Kalisz 1686; … tomus secundus, Poznań 1691, druk. Kolegium Towarzystwa Jezusowego
- Opera omnia ascetica aucta duobus opusculis De effectibus, fructu et applicatione Sanctissimi Missae Sacrificii et De sublimitate perfectionis religiosae, t. 1–2, Ingolstadt 1732, druk. J.A. de la Haye

### Listy i materiały
- List do K. Lubienieckiego (młodszego), Lublin, 10 czerwca 1636; list od K. Lubienieckiego, Jabłonna, 9 czerwca 1636 – ogł. H. Barycz „Dokumenty i fakty z dziejów reformacji. V. Ostatnia dysputacja braci polskich w Lublinie (1636)”, Reformacja w Polsce 1953/1955, (wyd. 1956)
- Kilkanaście listów i innych pism w rękopisach: Archiwum Prowincji Polskiej Towarzystwa Jezusowego w Krakowie; Biblioteka Jagiellońska, (zob. Dziennik albo catalog szczęśliwych śmierci niektórych zakonników Societas Jesu…, rękopis Biblioteki Jagiellońskiej nr 2383)